# گذرنامه ترکیه‌ای

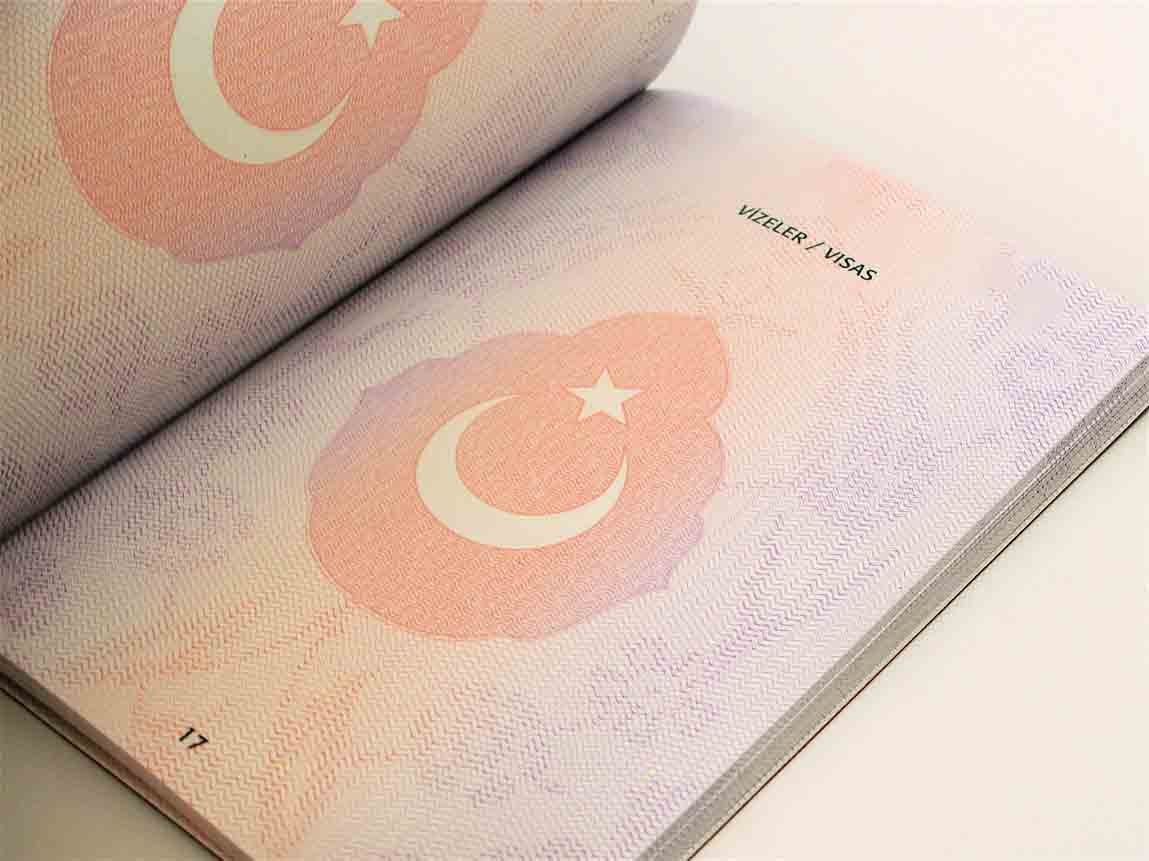
صفحه‌های گذرنامه ترکیه

گذرنامهٔ ترکیه‌ای یک مدرک سفر بین‌المللی است که توسط کشور ترکیه صادر می‌شود و بنا بر داده‌های سال ۲۰۲۳، دارندگان آن می‌توانستند به ۱۱۲ کشور دیگر بدون دریافت ویزا سفر کنند یا ویزا را در بدو ورود دریافت نمایند. این گذرنامه بر اساس رتبه‌بندی شاخص گذرنامهٔ هنلی در سال ۲۰۲۳ در رتبهٔ ۵۲ قرار داشت.